# Boris Chadschumarowitsch Kulajew
Boris Chadschumarowitsch Kulajew (russisch Борис Хаджумарович Кулаев; * 18. Juli 1929 in Ardon; † 12. August 2008) begann in Ordschonikidse (heute Wladikawkas) in Nordossetien mit dem Ringen, wo sich nach 1945 ein Ringerzentrum entwickelt hatte. Mit Hilfe der Trainer G. Termolajew und Ch. Giojew entwickelte er sich Anfang der 1950er Jahre zu einem der besten sowjetischen Freistilringer in der Halbschwergewichtsklasse.

## Werdegang
1954 bestand er eine erste internationale Bewährungsprobe durch einen Sieg über den schwedischen Olympiasieger Karl-Erik Nilsson. Auch 1955 gelang ihm bei den Weltfestspielen der Jugend in Warschau mit dem Sieg über den Iraner Gholamreza Takhti ein großer Erfolg.
Bei den Olympischen Spielen 1956 in Melbourne stand er gegen ebendiesen Ringer im Endkampf um die Goldmedaille im Halbschwergewicht und verlor diesmal nach Punkten. 1957 blieb Boris bei der Weltmeisterschaft in Istanbul zwar ungeschlagen, rang aber gegen Ismet Atli aus der Türkei und gegen Petko Sirakow aus Bulgarien „nur“ unentschieden und kam so auf den 2. Platz.
1959 wurde Kulajew noch einmal bei der Weltmeisterschaft in Teheran eingesetzt. Nach einem Sieg über den Franzosen Maurice Jaquel und einem Unentschieden gegen den Hallenser Dieter Rauchbach, der für die gesamtdeutsche Mannschaft startete, verlor er erneut gegen Gholamreza Takhti und landete auf dem 6. Platz.
1960 beendete Kulajew seine Ringerlaufbahn, nachdem er, obwohl er in diesem Jahr noch einmal sowjetischer Meister geworden war, nicht für die Olympischen Spiele in Rom nominiert wurde.

### Internationale Erfolge
(OS = Olympische Spiele, WM = Weltmeisterschaft, F = Freistil, Hs = Halbschwergewicht, damals bis 87 kg Körpergewicht)
- 1954, Punktniederlage gegen Viking Palm im Länderkampf UdSSR gegen Schweden;
- 1954, Punktsieg über Karl-Erik Nilsson im Länderkampf UdSSR gegen Schweden;
- 1955, 1. Platz, Weltfestspiele der Jugend in Warschau, F, Hs, vor Gholamreza Takhti, Iran und Pehliwanow, Bulgarien;
- 1956, Silbermedaille, OS in Melbourne, F, Hs, mit Siegen über Peter Blair, USA, Herald Martina, Irland, Adil Atan, Türkei und Viking Palm, Schweden und einer Niederlage gegen Gholamreza Tahkti;
- 1957, 2. Platz, WM in Istanbul, F, Hs, mit Siegen über Hossein Nouri, Iran, Francisc Balla, Rumänien und Felix Neuhaus, Schweiz und Unentschieden gegen Ismet Atli, Türkei und Petko Sirakow, Bulgarien;
- 1959, 6. Platz, WM in Teheran, F, Hs, mit einem Sieg über Maurice Jaquel, Frankreich, einem Unentschieden gegen Dieter Rauchbach, Deutschland und einer Niederlage gegen Gholamreza Takhti

## Sowjetische Meisterschaften
- 1955, 1. Platz, F, Hs
- 1956, 1. Platz, F, Hs, vor Anatoli Albul und Nischeradze,
- 1957, 2. Platz, F, Hs, hinter Boris Michailowitsch Gurewitsch und vor Anatoli Albul,
- 1959, 1. Platz, F, hs, vor Boris Gurewitsch und Schota Lomidse,
- 1960, 1. Platz, F, Hs, vor Boris Gurewitsch und Anatoli Albul